# Martha Scott
Pour les articles homonymes, voir Scott.

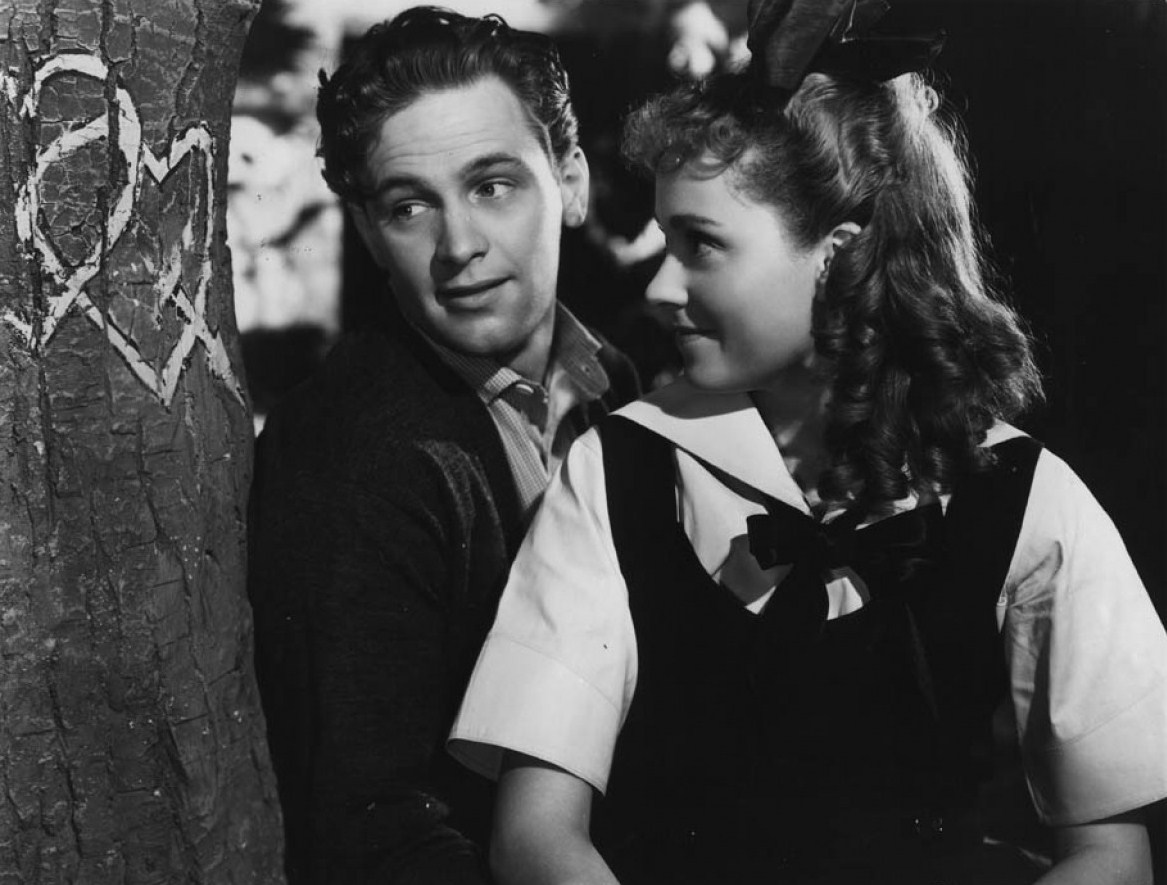
Avec William Holden, dans Une petite ville sans histoire (1940)

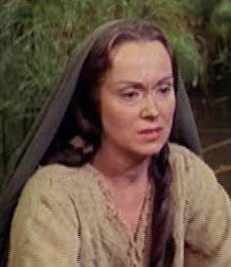
Dans Les Dix Commandements (1956)

Martha Scott est une actrice et productrice américaine née le 22 septembre 1912 à Jamesport, Missouri (États-Unis), morte le 28 mai 2003 à Van Nuys (Californie). Elle a joué notamment dans des films tels que Les Dix Commandements (1956) de Cecil B. DeMille et Ben-Hur (1959) de William Wyler, interprétant la mère du personnage interprété par Charlton Heston dans les deux films.

## Biographie
Elle est née en 1912 à Jamesport, dans le Missouri, fille de Letha (née McKinley) et de Walter Alva Scott, ingénieur et propriétaire d'un garage. Sa mère est une cousine au second degré du président américain William McKinley. La famille Scott reste à Jamesport jusqu'à ce que Martha ait 13 ans, puis elle déménage à Kansas City, toujours dans le Missouri, et finalement à Detroit, dans le Michigan. C'est au lycée que Martha Scott  commence à s'intéresser au théâtre, un intérêt qu'elle approfondit en fréquentant l'université du Michigan, où elle obtient un certificat d'enseignement et un baccalauréat ès arts en art dramatique en 1934.
La carrière de Martha Scott est lancée dès sa sortie de l'université, lorsqu'elle se produit avec la Globe Theatre Troupe dans une série de productions de Shakespeare à l'Exposition universelle de Chicago en 1934. Elle s'installe ensuite à New York, où elle trouve un travail régulier dans des productions théâtrales et des dramatiques radiophoniques. En 1938, elle fait ses débuts sur les planches de Broadway dans la mise en scène originale de la pièce Our Town de Thornton Wilder, dans le rôle d'Emily Webb, la jeune femme tragique qui meurt en couches,.
Deux ans plus tard, Scott reprend le rôle d'Emily pour ses débuts au cinéma lorsque Our Town est porté à l'écran. Sa prestation, saluée par la critique, lui vaut une nomination à l'Oscar de la meilleure actrice.
Scott trouve un travail régulier au cinéma pendant les quatre décennies suivantes, apparaissant dans des films  majeurs tels que Les Dix Commandements, Ben-Hur, La Maison des otages et Airport 1975. Charlton Heston a souvent partagé la vedette avec Martha Scott, tant sur scène qu'à l'écran. Comme elle le déclaré à un intervieweur en 1988 : « J'ai joué sa mère deux fois et sa femme deux fois. J'étais sa mère dans Ben Hur et Les Dix Commandements. J'ai été sa femme sur scène à New York dans Design for a Stained Glass Window et dans The Tumbler à Londres ».
En 1968, Scott se joint à Henry Fonda et à Robert Ryan pour former une société de production théâtrale appelée Plumstead Playhouse, qui devient plus tard la Plumstead Theatre Company et déménage à Los Angeles. La compagnie produit First Monday in October, à la fois sur scène et au cinéma. Martha Scott coproduit les deux versions. Sa dernière production est Douze hommes en colère, joué au Henry Fonda Theatre à Hollywood, en Californie.
Martha Scott commence également à jouer des rôles à la télévision dès les premiers jours de la télévision.
Elle a été mariée deux fois, d'abord au producteur de radio et annonceur Carleton William Alsop de 1940 à 1946, puis au pianiste de jazz et compositeur Mel Powell de 1946 jusqu'à sa mort en 1998.
Martha Scott meurt le 28 mai 2003, à Van Nuys, quartier de Los Angeles, à l'âge de 90 ans, de causes naturelles.

## Filmographie

### Comme actrice
- 1940 : Une petite ville sans histoire (Our Town) de Sam Wood : Emily Webb
- 1940 : Howard le révolté (The Howards of Virginia) de Frank Lloyd : Jane Peyton Howard
- 1941 : Au revoir Mademoiselle Bishop (Cheers for Miss Bishop) de Tay Garnett : Ella Bishop
- 1941 : They Dare Not Love de James Whale : Marta Keller
- 1941 : Au seuil du paradis (One Foot in Heaven) d'Irving Rapper : Hope Morris Spence
- 1943 : Le Cabaret des étoiles (Stage Door Canteen) de Frank Borzage
- 1943 : Hi Diddle Diddle d'Andrew L. Stone  et Friz Freleng : Janie Prescott Phyffe
- 1943 : La Ruée sanglante (In Old Oklahoma ou War of the Wildcats), d'Albert S. Rogell : Catherine Elizabeth Allen
- 1947 : So Well Remembered d'Edward Dmytryk : Olivia
- 1949 : Strange Bargain (en) de Will Price : Georgia Wilson
- 1950 : The Nash Airflyte Theater (en) (TV) (épisode 7 : The Cut Glass Bowl de Marc Daniels)
- 1951 : When I Grow Up : Mother Reed (1890's)
- 1954 : Modern Romances (série télévisée) : Host / Narrator (1954-58)
- 1955 : La Maison des otages (The Desperate Hours) : Eleanor 'Ellie' Hilliard
- 1956 : Les Dix Commandements (The Ten Commandments) de Cecil B. DeMille : Yochabel
- 1957 : Eighteen and Anxious : Lottie Graham
- 1957 : Sayonara de Joshua Logan : Mrs. Webster
- 1959 : Ben-Hur : Miriam
- 1973 : The Devil's Daughter (TV) : Mrs. Stone
- 1973 : Le Petit Monde de Charlotte (Charlotte's Web) : Mrs. Arable (voix)
- 1974 : Sorority Kill (TV)
- 1974 : The Man from Independence : Mamma Truman
- 1974 : Thursday's Game (TV) : Mrs. Reynolds
- 1974 : Murder in the First Person Singular (TV) : Mrs. Emerson
- 1974 : 747 en péril (Airport 1975) : Sister Beatrice
- 1975 : Lemonade (TV)
- 1975 : L'Enquête de Monseigneur Logan (The Abduction of Saint Anne) (TV) : Mother Michael
- 1975 : Columbo : Play Back (Playback) (série télévisée) : Margaret Meadis
- 1975 : The Bionic Woman (TV) : Helen Elgin
- 1975 : Medical Story (TV) : Miss McDonald
- 1977 : Le Tournant de la vie (The Turning Point) : Adelaide
- 1978 : The Word (feuilleton TV) : Sarah Randall
- 1979 : Charleston (TV) : Mrs. Farrell-Aunt Louisa
- 1979 : Dallas : Patricia Shepard
- 1980 : La Plantation ("Beulah Land") (feuilleton TV) : Penelope Pennington
- 1980 : Father Figure (TV) : Hilda Wollman
- 1980 : Secrets of Midland Heights (série télévisée) : Margaret Millington (1980-1981)
- 1981 : First Monday in October, de Ronald Neame : Cameo Appearance (également productrice)
- 1983 : Summer Girl (TV) : Martina Shelburne
- 1983 : Adam (TV) : Gram Walsh
- 1963 : Hôpital central ("General Hospital") (série télévisée) : Jennifer Talbot (1985-1986)
- 1986 : Adam: His Song Continues (TV) : Gram Walsh
- 1987 : Arabesque (TV) : Georgia Wilson
- 1988 : Doin' Time on Planet Earth : Virginia Camalier
- 1989 : Love and Betrayal (TV) : Ginger
- 1990 : Nuits d'enfer (Daughter of the Streets) (TV) : Sarah

### Comme productrice
- 1981 : First Monday in October